# 353404 Laugalys
353404 Laugalys è un asteroide della fascia principale. Scoperto nel 2006, presenta un'orbita caratterizzata da un semiasse maggiore pari a 2,9845413 au e da un'eccentricità di 0,0947297, inclinata di 8,61642° rispetto all'eclittica.